# Сумский комбинат хлебопродуктов
Сумский комбинат хлебопродуктов (укр. Сумський комбінат хлібопродуктів) — предприятие пищевой промышленности в городе Сумы Сумской области.

## История
Сумский комбинат хлебопродуктов был создан в 1961 году в результате объединения мельничного завода и хлебоприёмного пункта «Заготзерно», в 1977 году был введён в эксплуатацию новый мельничный завод сортового пшеничного помола и построен элеватор.
После провозглашения независимости Украины комбинат перешёл в ведение министерства сельского хозяйства и продовольствия Украины.
В марте 1995 года Верховная Рада Украины внесла комбинат в перечень предприятий, приватизация которых запрещена в связи с их общегосударственным значением.
После создания в августе 1996 года государственной акционерной компании "Хлеб Украины" комбинат стал дочерним предприятием ГАК "Хлеб Украины".
В 2002 году на комбинате была введена в эксплуатацию линия по переработке ржи.
После создания 11 августа 2010 года Государственной продовольственно-зерновой корпорации Украины комбинат был включён в состав предприятий ГПЗКУ.

## Современное состояние
Основными функциями предприятия являются хранение и переработка зерновых культур (пшеницы, кукурузы, ячменя) и семян подсолнечника.
Комбинат производит муку высшего и первого сорта, перерабатывающие мощности обеспечивают возможность производства 29 тыс. тонн муки в год (суточная производительность - до 130 тонн пшеничной муки в сутки или до 50 тонн ржаной муки в сутки).